# Tamaudun
Le Tamaudun (玉陵) est un mausolée situé à Shuri, Okinawa, édifié en 1501 à destination des membres de la famille royale du royaume de Ryūkyū par Shō Shin, troisième roi de la seconde dynastie Shō, à peu de distance du château de Shuri.
Le site, qui couvre une superficie de 2,442 m2 se compose de deux enceintes fortifiées en pierre, des trois compartiments du mausolée lui-même face au nord et soutenus par une falaise naturelle au sud. Une stèle en pierre dans l'enceinte extérieure commémore la construction du mausolée, et indique le nom de Shō Shin ainsi que ceux de huit autres personnes impliquées dans la construction. Les trois compartiments du mausolée sont disposées d'est en ouest, avec les rois et les reines dans le compartiment oriental et les princes et le reste de la famille royale dans le compartiment ouest, le compartiment central étant réservé pour la tradition Ryūkyū du senkotsu,. Les restes n'y étaient conservés que pendant une durée limitée, après quoi les os étaient lavés et ensevelis. Les shisa (lions en pierre) qui gardent la tombe sont des exemples de sculpture en pierre traditionnelles des Ryūkyū. Le style architectural du mausolée représente celui du palais royal à l'époque, qui était une structure en pierre avec un toit en bois,.
Dix-huit rois sont enterrés au Tamaudun, avec leurs reines et les enfants royaux. Le premier à y être enterré est le roi Shō En, pour qui le mausolée a été construit sur les ordres de son fils et successeur, Shō Shin. Le dernier est l'ancien prince héritier Shō Ten, fils du dernier souverain du royaume de Ryūkyū, Shō Tai, qui y a été enseveli le 26 septembre 1920. Le bâtiment a subi des dommages importants au cours de la bataille d'Okinawa en 1945, et a ensuite été pillé mais les tombes royales et les restes eux-mêmes demeurent intacts, et une grande partie de la structure a été restaurée dans les années qui ont suivi la fin de la guerre. Le Tamaudun est désigné patrimoine mondial de l'UNESCO le 2 décembre 2000, au titre des sites Gusuku et biens culturels associés du royaume de Ryūkyū.

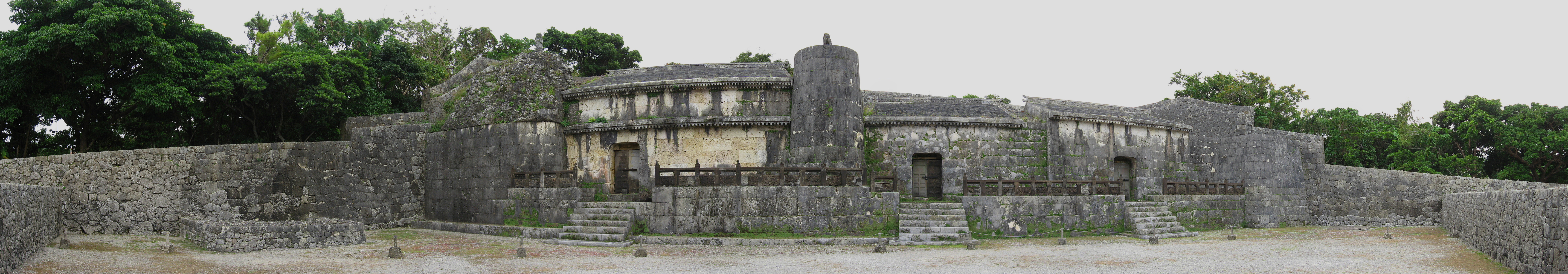
Tamaudun.

## Membres de la famille royales enterrés
| - Chambre orientale,. - Shō En (1415-1476) - Shō Shin (1465-1526) - Shō Sei (1497-1555) - Shō Gen (1528-1572) - Shō Baigaku, reine de Shō Gen (d. 1605) - Shō Ei (1559-1588) - Aoriya anji Kanashi (dates inconnues) - Shō Konkō, reine de Shō Ei (1562-1637) - Shō Hō (1590-1640) - Shō Baigan, reine de Shō Hō (dates inconnues) - Shō Kyō, fils ainé de Shō Hō (1612-1631) - Shō Rankei, reine de Shō Hō (1588-1661) - Shō Ken (1625-1647) - Shō Kaho, reine de Shō Ken (1630-1666) - Shō Shitsu (1629-1668) - Shō Hakusō, reine de Shō Shitsu (1629-1699) - Shō Tei (1645-1709) - Shō Gesshin, reine de Shō Tei (1645-1703) - Shō Jun, prince héritier, fils ainé de Shō Tei (1660-1706) - Shō Giun, princesse héritière, épouse de Shō Jun (1664-1723) - Shō Eki (1678-1712) - Shō Konkō, reine de Shō Eki (1680-1745) - Shō Kei (1700-1751) - Shō Ninshitsu, reine de Shō Kei (1705-1779) - Shō Boku (1739-1794) - Shō Shukutoku, reine de Shō Boku (1740-1779) - Shō Tetsu (1759-1788) - Shō Tokutaku, reine de Shō Tetsu (1762-1795) - Shō On (1784-1802) - Shō Sentoku, reine de Shō On (1785-1869) - Shō Sei (1800-1803) - Shō Kō (1787-1834) - Shō Juntoku, reine de Shō Kō (1791-1854) - Shō Iku (1813-1847) - Shō Gentei, reine de Shō Iku (1814-1864) - Shō Tai (1843-1901) - Shō Kenshitsu, reine de Shō Tai (1843-1868) - Shō Ten, prince héritier, fils ainé de Shō Tai (1864-1920) - Shō Shō, princesse héritière, épouse de Shō Ten (dates inconnues) | - Chambre occidentale - Shō Gesshin, fille ainée de Shō En (dates inconnues) - Fille ainée de Shō Ikō (nom, dates inconnues) - Shō Shōi, troisième fils de Shō Shin (dates inconnues) - Shō Isshi, fille ainée de Shō Gen (d. 1570) - Shō Setsurei, épouse de Shō Gen (dates inconnues) - Shō Bairei, épouse de Shō Gen (dates inconnues) - Shō Getsurei, deuxième fille de Shō Ei (1584-1653) - Shō Ryōgetsu, épouse de Shō Hō (1597-1634) - Shō Setsurei, épouse de Shō Kyō (d. 1697) - Shō Ryōchoku, épouse de Shō Bun (dates unknown) - Shō Kyū, troisième fils de Shō Gen (1560-1620) - Shō Yō, deuxième fils de Shō Kō (1813-1815) - Shō Ken, quatrième fils de Shō Kō (b. 1818) - Shō Ten, septième fils de Shō Kō (1829-1833) - Shō Shun, fille ainée de Shō Iku (1832-1844) - Shō Otoko et Michiko, cinquième et sixième filles de Shō Tai (dates inconnues) - 17 inconnus, dont un dans la chambre centrale |

## Crédits
- (en) Cet article est partiellement ou en totalité issu de l’article de Wikipédia en anglais intitulé « Tamaudun » (voir la liste des auteurs).